# Krytyczne myślenie
Myślenie krytyczne – proces analizowania dostępnych faktów, dowodów, obserwacji i argumentów w celu wyciągnięcia wniosków lub dokonania świadomych wyborów. Obejmuje ono rozpoznawanie założeń leżących u podstaw, uzasadnianie idei i działań, ocenianie tych uzasadnień poprzez porównania z różnymi perspektywami oraz ocenę ich racjonalności i potencjalnych konsekwencji.
Celem myślenia krytycznego jest formułowanie osądu poprzez stosowanie racjonalnych, sceptycznych i bezstronnych analiz i ocen. Myślenie krytyczne i analiza to kompetencje, których można się nauczyć lub wyćwiczyć. Zastosowanie krytycznego myślenia obejmuje samosterowne, samodyscyplinujące, samokontrolujące i samokorygujące nawyki umysłu, ponieważ krytyczne myślenie nie jest procesem naturalnym; musi zostać wywołane, a odpowiedzialność za proces musi zostać przejęta, aby skutecznie zadawać pytania i rozumować. Krytyczne myślenie zakłada rygorystyczne zaangażowanie w przezwyciężanie egocentryzmu i socjocentryzmu, co prowadzi do świadomego opanowania skutecznej komunikacji i rozwiązywania problemów.

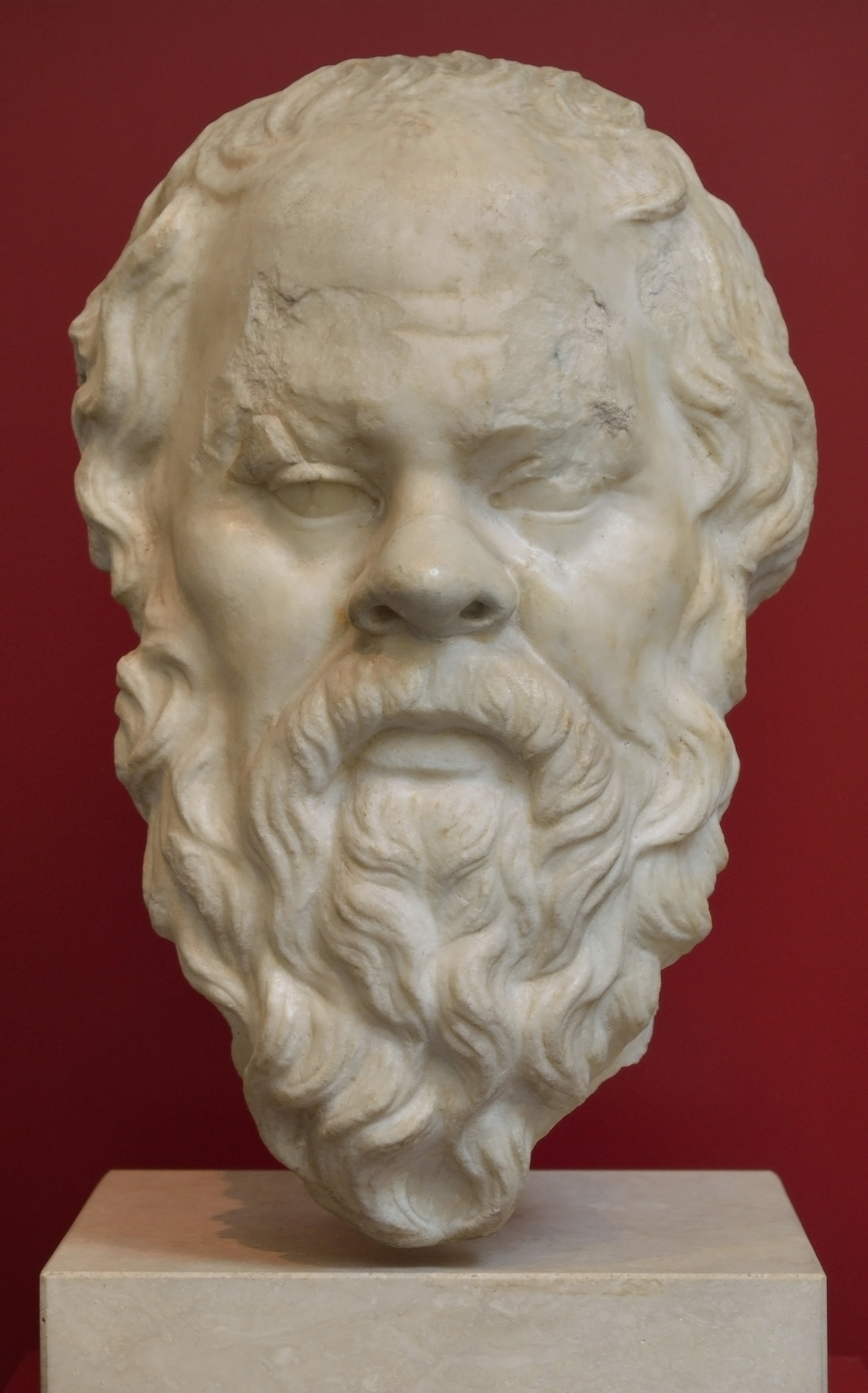
Na Zachodzie myślenie krytyczne wywodzi się z nauk filozofa Sokratesa

## Etymologia i pochodzenie myślenia krytycznego
W terminie myślenie krytyczne słowo krytyczne (gr. κριτικός = kritikos = „krytyk”) pochodzi od słowa krytyk i oznacza krytykę ; identyfikuje zdolności intelektualne i środki „osądzania”, „sądu”, „do osądzania” i bycia „zdolnym do rozróżniania”. Intelektualne korzenie krytycznego myślenia są tak stare jak jego etymologia, wywodzące się z krytycznego rozumowania filozofów przedsokratejskich, a także z praktyki nauczania Sokratesa sprzed 2500 lat, który za pomocą metody dociekliwych pytań odkrył, że ludzie nie potrafią racjonalnie uzasadnić swoich pewnych siebie roszczeń do wiedzy.

## Cechy krytycznego myślenia
Podstawowe umiejętności krytycznego myślenia obejmują obserwację, interpretację, analizę, wnioskowanie, ocenę, wyjaśnianie i metapoznanie. Osoba lub grupa wykazująca się silnym myśleniem krytycznym poświęca uwagę na następujących aspektach:
- Dowody w świecie rzeczywistym
- Umiejętności pozwalające na wyizolowanie problemu z kontekstu
- Kryteria wymagane dla prawidłowego wydania osądu
- Metody i techniki formułowania osądu dla danego problemu
- Stosowalne konstrukcje teoretyczne służące zrozumieniu problemu i postawionego pytania

Oprócz posiadania silnie rozwiniętych umiejętności krytycznego myślenia, dana osoba musi być przygotowana do rozwiązywania problemów i podejmowania decyzji przy użyciu tych umiejętności. Myślenie krytyczne wykorzystuje nie tylko logikę, ale także inne aspekty intelektualne, jak jasność, wiarygodność, dokładność, precyzja, trafność, głębia, szerokość, znaczenie i uczciwość.